# Morane-Saulnier Type L
Le Morane-Saulnier Type L « Parasol », désigné MoS.3, est développé en 1913 et apparu en 1914. Il dispose d'une très bonne visibilité grâce à son aile monoplan surélevée et il commence sa carrière militaire comme avion de reconnaissance, puis en 1915 comme avion de chasse. Il est commandé à 700 exemplaires par l'armée française et il équipe la première escadrille de chasse, l'escadrille MS 12, créée le 1er mars 1915 à l'initiative du commandant Charles de Tricornot de Rose. 
Georges Guynemer remporte sa première victoire aérienne en juillet 1915 sur un appareil de ce type.

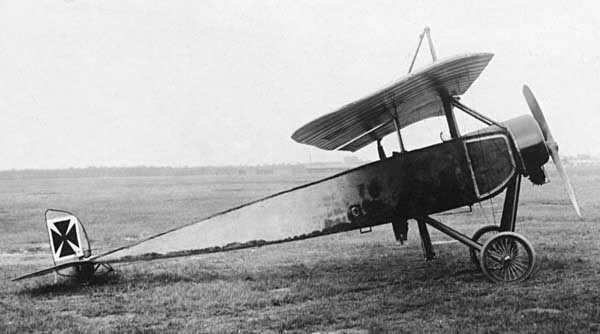
Capturé et repeint aux couleurs allemandes.

## Histoire
Le MoS.3 est une version agrandie de la version « Parasol » du Type G. L'empire ottoman passe une commande de 50 exemplaires, qui sont réquisitionnés par l'armée française en août 1914 après la déclaration de guerre. Le Type L devient l'avion standard pour les missions de reconnaissance derrière les lignes ennemies, en raison de sa bonne visibilité et de sa vitesse élevée.

### Première Guerre mondiale
Les aviateurs français remportent quatre victoires aériennes entre novembre 1914 et janvier 1915. Roland Garros travaille avec Raymond Saulnier à partir de décembre 1914 pour installer des déflecteurs en acier sur les pales afin de pouvoir tirer à travers l'hélice avec une mitrailleuse Hotchkiss M1909 Benét–Mercié installée sur l'avion.
La doctrine évolue et la chasse devient la mission principale de l'escadrille MS 12 le 1er mars 1915. Roland Garros abat ainsi trois avions allemands en mars 1915. Victime d'une panne moteur, il est contraint de se poser derrière les lignes ennemies le 18 avril 1915, et son appareil équipé de déflecteurs est capturé avant qu'il ne parvienne à le détruire. Cette prise permet à l'ingénieur néerlandais Anthony Fokker de mettre au point le M.5K Eindecker et son tir synchronisé à travers l'hélice.
Des mitrailleuses Hotchkiss sont progressivement installées sur les Type L, alors désignés Type LH, et la chasse devient la mission prioritaire des escadrilles MS. Le 19 juillet 1915, Georges Guynemer remporte sa première victoire aérienne à bord de son Morane-Saulnier « Parasol », lorsque son mécanicien-mitrailleur Charles Guerder abat un Aviatik C.I,.

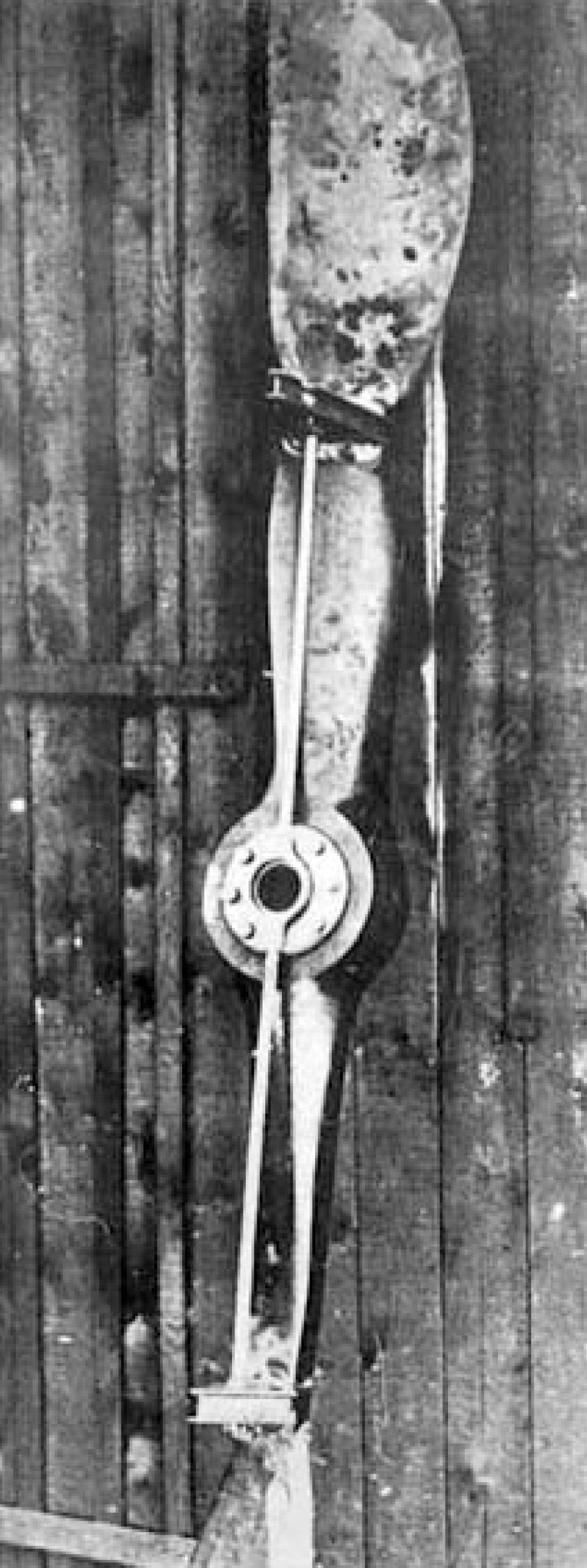
L'hélice récupérée par les Allemands sur le Type L de Garros
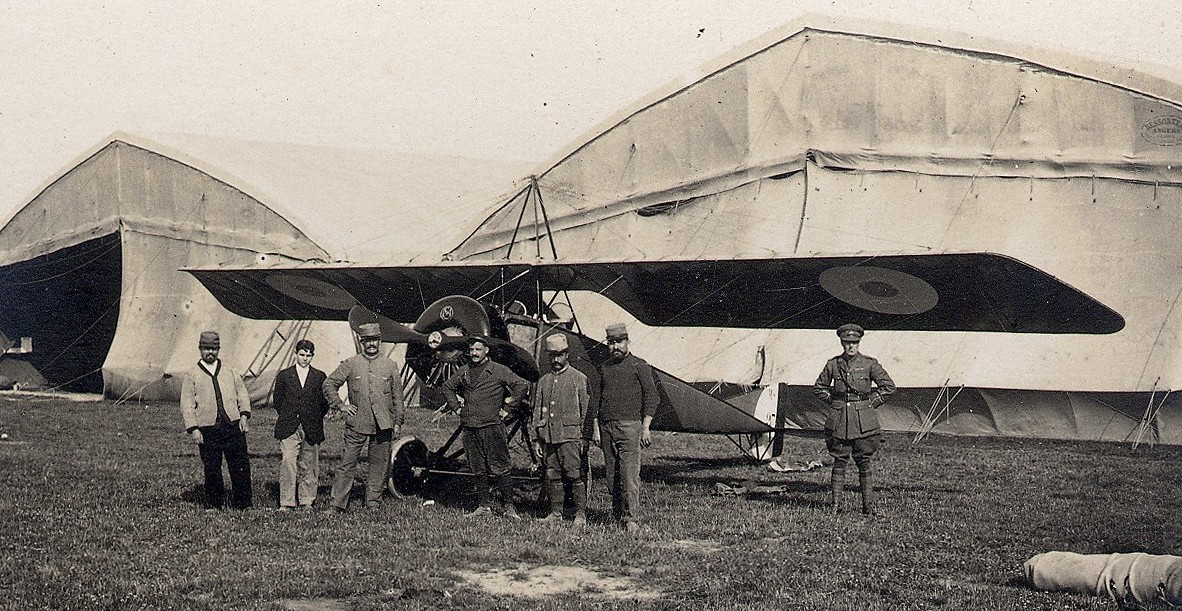
Des militaires posent devant un Type L sur le champ d'aviation d'Amiens en juillet 1915.
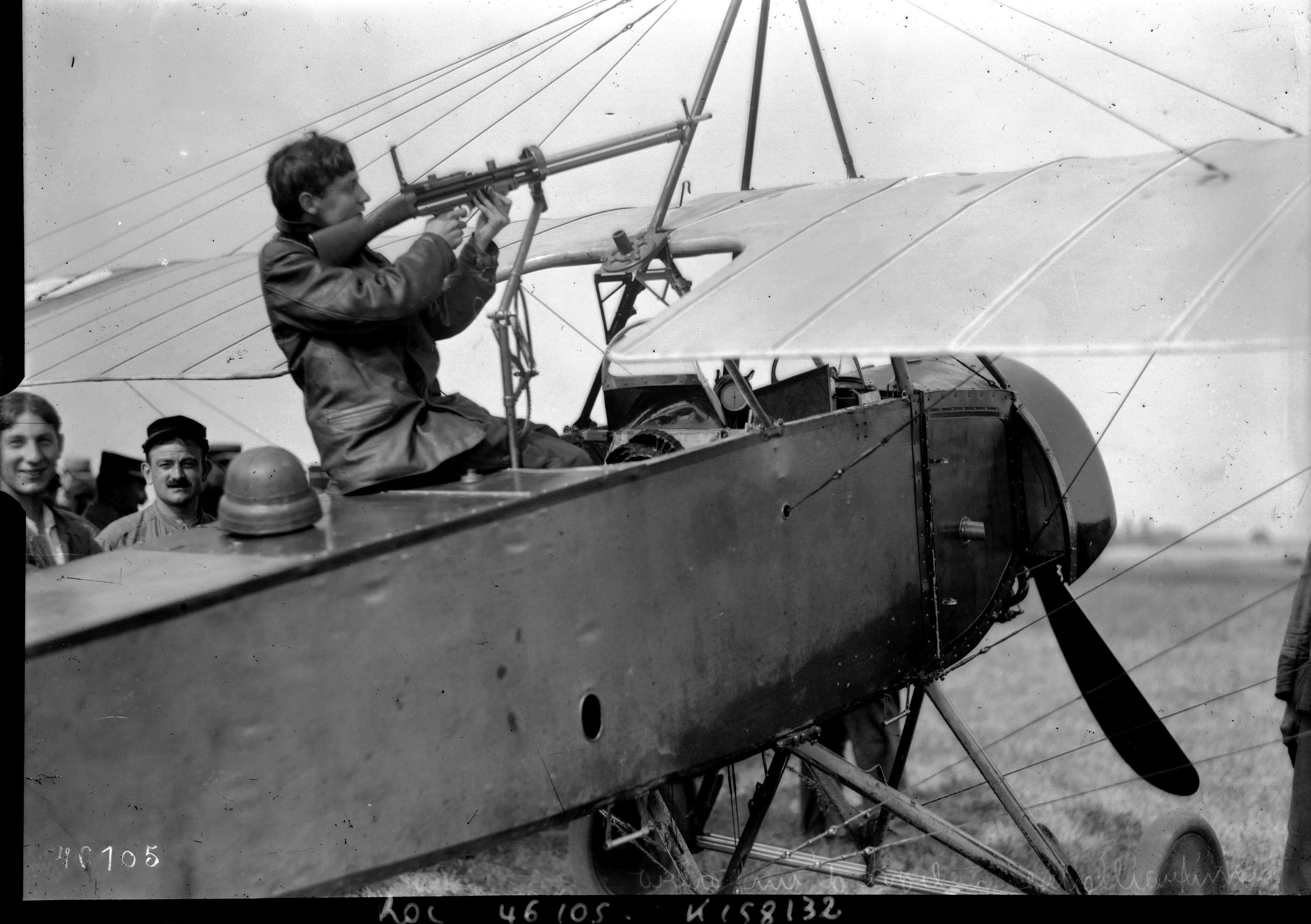
Georges Guynemer dans son Morane-Saulnier, c'est dans cet avion qu'il remporta sa 1re victoire le 19 juillet 1915

En 1915, Morane-Saulnier met au point le Type LA (désigné MoS.4), un dérivé du Type L équipé d'ailerons. Le Type P, un avion de reconnaissance à aile parasol développé à partir de 1916, est également basé sur le Type L.
Le Type L est le principal chasseur français du début de la Première Guerre mondiale, en service notamment dans l'aviation militaire française et dans le Royal Flying Corps, avec 600 exemplaires construits jusqu'en 1916. A la fin de la guerre, ils sont peu à peu retirés du service. Une trentaine sont encore en service dans l'aviation militaire française au moment de l'armistice, pour la formation des pilotes.

#### Production sous licence
Raymond Saulnier envoie un exemplaire de l'appareil aux avionneurs alliés qui en font la demande, ce qui permet au chasseur d'être produit sous licence dans plusieurs pays. Le 7 juin 1915, un Type L du Royal Naval Air Service piloté par Reginald Warneford intercepte le Zeppelin LZ.37 et le détruit en larguant des bombes.

#### Troupes d'aviation suisses
Un Morane Parasol se pose le 25 juin 1915 près de Rheinfelden en Suisse au retour d'un bombardement des usines Zeppelin de Friedrichshafen. L'avion est interné et utilisé par les troupes d'aviation suisses pour la formation des pilotes de chasse. Le 7 décembre 1919, il est remis, à la demande des autorités françaises, à un pilote civil de Lausanne monsieur Pethoud. L'avion passe en janvier 1920 à la société d'aviation de Porrentruy.

### Après la Grande guerre
Un Morane-Saulnier « Parasol » est utilisé pour effectuer le premier vol en avion qui traversa la Cordillère des Andes le 13 avril 1918, lorsque l'aviateur argentin Luis Candelaria (en) vole depuis Zapala (Argentine), vers Cunco (Chili), sur une distance de 230 km. Le vol dure 2 h 30 min et atteint une altitude de 4 000 mètres. Les seuls instruments à bord sont un compte-tours, un altimètre et un compas.

## Conception
Le Type L est basé sur le Type G. Les ailes ne sont pas équipées d'ailerons, le virage en roulis s'effectue par gauchissement. Son aile monoplan surélevée (d'où le surnom « parasol ») donne une parfaite visibilité au pilote pour les missions de reconnaissance, ce qui le rend plus efficace que son prédécesseur le Nieuport IV. Il est équipé d'un moteur rotatif Gnome Lambda de 80 ch, puis d'un moteur Le Rhône 9C.